# San Francisco Gotera
San Francisco Gotera è il capoluogo del dipartimento di Morazán, in El Salvador.